# Communauté d'agglomération du Cotentin
La communauté d'agglomération du Cotentin est une communauté d'agglomération française, située dans le département de la Manche en région Normandie.
Composée de 129 communes, elle est issue de la fusion en 2017 de neuf communautés de communes et inclut les communes nouvelles de Cherbourg-en-Cotentin et de La Hague.

#### Établissements publics de coopération intercommunale limitrophes

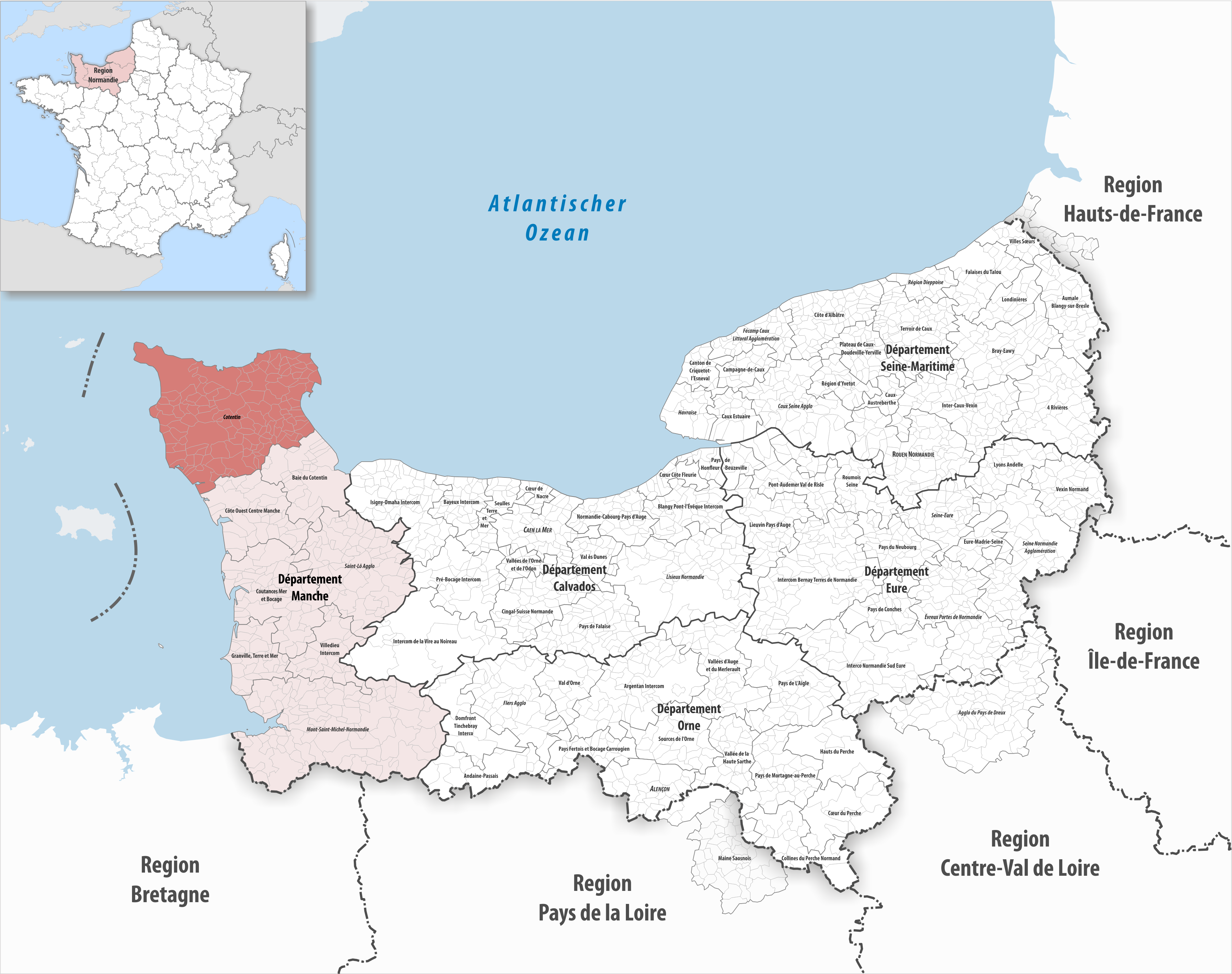
La communauté d'agglomération du Cotentin, en Normandie.

## Historique
En application de la loi NoTRe, le schéma départemental de la commission départementale de coopération intercommunale (CDCI) compose des intercommunalités devant dépasser le seuil de 15 000 habitants. Le premier schéma prévoyait de regrouper tout le pays du Cotentin dans ce qu'on appelle « le Grand Cotentin ». Un amendement porté en mars 2016 par Carentan permet à la communauté de communes de la Baie du Cotentin de ne pas rejoindre cet ensemble en conservant sa forme actuelle.
La communauté d'agglomération est officiellement créée le 1er janvier 2017 par arrêté du 4 novembre 2016,. 
Elle est issue de la fusion de neuf communautés de communes : de Douve et Divette, des Pieux, de la Côte des Isles, de la Vallée de l'Ouve, du Cœur du Cotentin, de la région de Montebourg, du Val de Saire, de Saint-Pierre-Église et de la Saire. Le périmètre inclut également les communes nouvelles de Cherbourg-en-Cotentin (issue de la transformation de la communauté urbaine de Cherbourg) et de La Hague (issue de la transformation de la communauté de communes de la Hague).

Localisation des EPCI dans la Manche en 2016 avec les contours des EPCI en 2017.

## Territoire communautaire

### Géographie
Située dans le nord du département de la Manche, la communauté d'agglomération du Cotentin regroupe 129 communes et s'étend sur 1 439,4 km2.

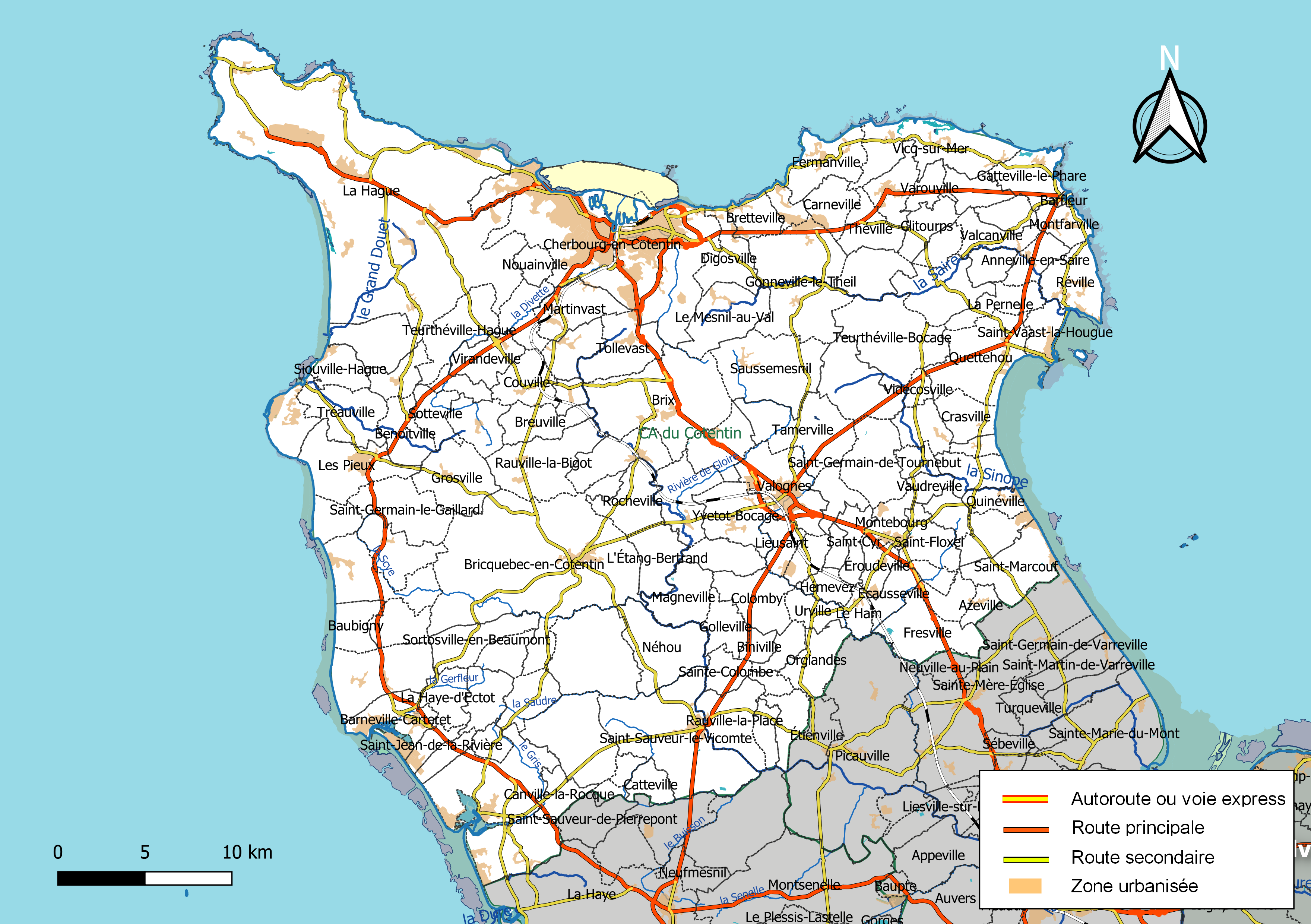
Carte de la communauté d'agglomération du Cotentin au 1er janvier 2019.

### Composition
En 2025, la communauté d'agglomération est composée des 129 communes suivantes :

| Nom                           | Code Insee | Gentilé            | Superficie (km2) | Population (dernière pop. légale) | Densité (hab./km2) |
| ----------------------------- | ---------- | ------------------ | ---------------- | --------------------------------- | ------------------ |
| Cherbourg-en-Cotentin (siège) | 50129      | Cherbourgeois      | 68,54            | 78 028 (2022)                     | 1 138              |
| Anneville-en-Saire            | 50013      | Annevillais        | 6                | 376 (2022)                        | 63                 |
| Aumeville-Lestre              | 50022      | Aumevillais        | 2,44             | 125 (2022)                        | 51                 |
| Azeville                      | 50026      | Azevillais         | 3                | 77 (2022)                         | 26                 |
| Barfleur                      | 50030      | Barfleurais        | 0,6              | 545 (2022)                        | 908                |
| Barneville-Carteret           | 50031      | Barnevillais       | 10,29            | 2 181 (2022)                      | 212                |
| Baubigny                      | 50033      | Balbignaciens      | 6,41             | 134 (2022)                        | 21                 |
| Benoîtville                   | 50045      | Benoisvillais      | 8,29             | 612 (2022)                        | 74                 |
| Besneville                    | 50049      | Besnevillais       | 18,27            | 662 (2022)                        | 36                 |
| Biniville                     | 50055      | Binivillais        | 2,98             | 116 (2022)                        | 39                 |
| La Bonneville                 | 50064      | Bonnevillais       | 6,31             | 176 (2022)                        | 28                 |
| Bretteville                   | 50077      | Brettevillais      | 5,78             | 1 006 (2022)                      | 174                |
| Breuville                     | 50079      | Breuvillais        | 8,41             | 405 (2022)                        | 48                 |
| Bricquebec-en-Cotentin        | 50082      | Bricquebétais      | 76,63            | 5 888 (2022)                      | 77                 |
| Bricquebosq                   | 50083      | Bricquebosais      | 8,05             | 638 (2022)                        | 79                 |
| Brillevast                    | 50086      | Brillevastais      | 9,07             | 321 (2022)                        | 35                 |
| Brix                          | 50087      | Brions             | 32,16            | 2 146 (2022)                      | 67                 |
| Canteloup                     | 50096      | Cantelouais        | 4,28             | 216 (2022)                        | 50                 |
| Canville-la-Rocque            | 50097      | Canvillais         | 5,35             | 119 (2022)                        | 22                 |
| Carneville                    | 50101      | Carnevillais       | 6,88             | 240 (2022)                        | 35                 |
| Catteville                    | 50105      | Cattevillais       | 4,57             | 103 (2022)                        | 23                 |
| Clitourps                     | 50135      | Clitourpais        | 6,3              | 228 (2022)                        | 36                 |
| Colomby                       | 50138      | Colombyais         | 11,16            | 566 (2022)                        | 51                 |
| Couville                      | 50149      | Couvillais         | 8,6              | 1 228 (2022)                      | 143                |
| Crasville                     | 50150      | Crasvillais        | 7,18             | 223 (2022)                        | 31                 |
| Crosville-sur-Douve           | 50156      | Crosvillais        | 4,06             | 62 (2022)                         | 15                 |
| Digosville                    | 50162      | Digosvillais       | 9,27             | 1 665 (2022)                      | 180                |
| Écausseville                  | 50169      | Écaussevillais     | 5,27             | 112 (2022)                        | 21                 |
| Émondeville                   | 50172      | Émondevillais      | 5,33             | 342 (2022)                        | 64                 |
| Éroudeville                   | 50175      | Éroudevillais      | 4,86             | 180 (2022)                        | 37                 |
| L'Étang-Bertrand              | 50176      | Étanchois          | 8,74             | 344 (2022)                        | 39                 |
| Fermanville                   | 50178      | Fermanvillais      | 11,6             | 1 291 (2022)                      | 111                |
| Fierville-les-Mines           | 50183      | Fiervillais        | 7,44             | 349 (2022)                        | 47                 |
| Flamanville                   | 50184      | Flamanvillais      | 7,22             | 1 682 (2022)                      | 233                |
| Flottemanville                | 50186      | Flottemanvillais   | 4,85             | 227 (2022)                        | 47                 |
| Fontenay-sur-Mer              | 50190      | Fontenayais        | 8,18             | 164 (2022)                        | 20                 |
| Fresville                     | 50194      | Fresvillais        | 13,94            | 377 (2022)                        | 27                 |
| Gatteville-le-Phare           | 50196      | Gattevillais       | 9,7              | 468 (2022)                        | 48                 |
| Golleville                    | 50207      | Gollevillais       | 6,46             | 165 (2022)                        | 26                 |
| Gonneville-Le Theil           | 50209      |                    | 29,17            | 1 504 (2022)                      | 52                 |
| Grosville                     | 50222      | Grosvillais        | 13,15            | 804 (2022)                        | 61                 |
| La Hague                      | 50041      | Haguais            | 148,68           | 11 444 (2022)                     | 77                 |
| Le Ham                        | 50227      | Hamois             | 3,86             | 312 (2022)                        | 81                 |
| Hardinvast                    | 50230      | Hardinvastais      | 7,3              | 924 (2022)                        | 127                |
| Hautteville-Bocage            | 50233      | Hauttevillois      | 4,22             | 154 (2022)                        | 36                 |
| La Haye-d'Ectot               | 50235      | Hectotais          | 7,32             | 285 (2022)                        | 39                 |
| Héauville                     | 50238      | Héauvillais        | 10,83            | 462 (2022)                        | 43                 |
| Helleville                    | 50240      | Hellevillais       | 5,88             | 563 (2022)                        | 96                 |
| Hémevez                       | 50241      | Hémeveziens        | 4,3              | 186 (2022)                        | 43                 |
| Huberville                    | 50251      | Hubervillais       | 5,76             | 361 (2022)                        | 63                 |
| Joganville                    | 50258      | Joganvillais       | 2,87             | 85 (2022)                         | 30                 |
| Lestre                        | 50268      | Lestrais           | 7,57             | 244 (2022)                        | 32                 |
| Lieusaint                     | 50270      | Lieusaintais       | 5,22             | 400 (2022)                        | 77                 |
| Magneville                    | 50285      | Magnevillais       | 9,49             | 311 (2022)                        | 33                 |
| Martinvast                    | 50294      | Martinvastais      | 10,31            | 1 340 (2022)                      | 130                |
| Maupertus-sur-Mer             | 50296      | Maupertusais       | 3,42             | 229 (2022)                        | 67                 |
| Le Mesnil                     | 50299      | Mesnillais         | 3,45             | 204 (2022)                        | 59                 |
| Le Mesnil-au-Val              | 50305      | Mesnillais         | 13,34            | 727 (2022)                        | 54                 |
| Les Moitiers-d'Allonne        | 50332      | Moutrons           | 17,21            | 730 (2022)                        | 42                 |
| Montaigu-la-Brisette          | 50335      | Montaiguais        | 14,71            | 499 (2022)                        | 34                 |
| Montebourg                    | 50341      | Montebourgeois     | 5,89             | 1 951 (2022)                      | 331                |
| Montfarville                  | 50342      | Monfarvillais      | 5,4              | 798 (2022)                        | 148                |
| Morville                      | 50360      | Morvillois         | 7,08             | 278 (2022)                        | 39                 |
| Négreville                    | 50369      | Négrevillais       | 11,48            | 844 (2022)                        | 74                 |
| Néhou                         | 50370      | Nehouais           | 15,98            | 608 (2022)                        | 38                 |
| Neuville-en-Beaumont          | 50374      | Neuvillais         | 1,69             | 25 (2022)                         | 15                 |
| Nouainville                   | 50382      | Nouainvillais      | 3,81             | 620 (2022)                        | 163                |
| Octeville-l'Avenel            | 50384      | Octevillais        | 6,86             | 233 (2022)                        | 34                 |
| Orglandes                     | 50387      | Orglandais         | 9,26             | 349 (2022)                        | 38                 |
| Ozeville                      | 50390      | Ozevillais         | 4,7              | 156 (2022)                        | 33                 |
| La Pernelle                   | 50395      | Pernellais         | 7,23             | 287 (2022)                        | 40                 |
| Pierreville                   | 50401      | Pierrevillais      | 10,11            | 759 (2022)                        | 75                 |
| Les Pieux                     | 50402      | Pieusais           | 15,25            | 3 266 (2022)                      | 214                |
| Port-Bail-sur-Mer             | 50412      |                    | 38,5             | 2 522 (2022)                      | 66                 |
| Quettehou                     | 50417      | Quettejouais       | 19,82            | 1 798 (2022)                      | 91                 |
| Quinéville                    | 50421      | Quinévillais       | 4,6              | 260 (2022)                        | 57                 |
| Rauville-la-Bigot             | 50425      | Rauvillais         | 17,16            | 1 091 (2022)                      | 64                 |
| Rauville-la-Place             | 50426      | Rauvillais         | 11,88            | 388 (2022)                        | 33                 |
| Reigneville-Bocage            | 50430      | Reignevillais      | 2,27             | 38 (2022)                         | 17                 |
| Réville                       | 50433      | Révillais          | 10,55            | 1 038 (2022)                      | 98                 |
| Rocheville                    | 50435      | Rochevillais       | 10,07            | 608 (2022)                        | 60                 |
| Le Rozel                      | 50442      | Rozelais           | 5,52             | 244 (2022)                        | 44                 |
| Saint-Christophe-du-Foc       | 50454      | Saint-Christophais | 3,58             | 412 (2022)                        | 115                |
| Saint-Cyr                     | 50461      | Saint-Cyriens      | 5,7              | 211 (2022)                        | 37                 |
| Saint-Floxel                  | 50467      | Saint-Floxelais    | 8,45             | 490 (2022)                        | 58                 |
| Saint-Georges-de-la-Rivière   | 50471      | Saint-Georgeais    | 3,79             | 253 (2022)                        | 67                 |
| Saint-Germain-de-Tournebut    | 50478      | Saint-Germanais    | 13,91            | 418 (2022)                        | 30                 |
| Saint-Germain-le-Gaillard     | 50480      | Saint-Germinais    | 13,83            | 795 (2022)                        | 57                 |
| Saint-Jacques-de-Néhou        | 50486      | Mourotais          | 21,49            | 629 (2022)                        | 29                 |
| Saint-Jean-de-la-Rivière      | 50490      | Saint-Jeannais     | 3,57             | 366 (2022)                        | 103                |
| Saint-Joseph                  | 50498      | Saint-Josephais    | 9,78             | 817 (2022)                        | 84                 |
| Saint-Marcouf                 | 50507      | Saint-Marculfiens  | 13,38            | 353 (2022)                        | 26                 |
| Saint-Martin-d'Audouville     | 50511      | Saint-Martinais    | 3,64             | 153 (2022)                        | 42                 |
| Saint-Martin-le-Gréard        | 50519      | Saint-Martinais    | 2,86             | 618 (2022)                        | 216                |
| Saint-Maurice-en-Cotentin     | 50522      | Saint-Mauriçais    | 7,46             | 248 (2022)                        | 33                 |
| Saint-Pierre-d'Arthéglise     | 50536      | Saint-Pierrais     | 5,36             | 169 (2022)                        | 32                 |
| Saint-Pierre-Église           | 50539      | Saint-Pierrais     | 8,06             | 1 797 (2022)                      | 223                |
| Saint-Sauveur-le-Vicomte      | 50551      | Saint-Sauveurais   | 34,27            | 2 088 (2022)                      | 61                 |
| Saint-Vaast-la-Hougue         | 50562      | Vaastais           | 6,28             | 1 666 (2022)                      | 265                |
| Sainte-Colombe                | 50457      | Sainte-Colombiens  | 4,99             | 181 (2022)                        | 36                 |
| Sainte-Geneviève              | 50469      | Génovéfains        | 4,95             | 309 (2022)                        | 62                 |
| Saussemesnil                  | 50567      | Sauxemesnillais    | 21,45            | 912 (2022)                        | 43                 |
| Sénoville                     | 50572      | Sénovillais        | 7,22             | 191 (2022)                        | 26                 |
| Sideville                     | 50575      | Sidevillais        | 7,63             | 840 (2022)                        | 110                |
| Siouville-Hague               | 50576      | Siouvillais        | 6,37             | 936 (2022)                        | 147                |
| Sortosville                   | 50578      | Sortosvillais      | 2,48             | 78 (2022)                         | 31                 |
| Sortosville-en-Beaumont       | 50577      | Sortosvillais      | 10,24            | 302 (2022)                        | 29                 |
| Sottevast                     | 50579      | Sottevastais       | 10,82            | 1 455 (2022)                      | 134                |
| Sotteville                    | 50580      | Sottevillais       | 6,13             | 483 (2022)                        | 79                 |
| Surtainville                  | 50585      | Surtainvillais     | 14,61            | 1 169 (2022)                      | 80                 |
| Taillepied                    | 50587      | Taillepiétais      | 2,15             | 17 (2022)                         | 7,9                |
| Tamerville                    | 50588      | Tamervillais       | 18,2             | 693 (2022)                        | 38                 |
| Teurthéville-Bocage           | 50593      | Teurthévillais     | 21,47            | 594 (2022)                        | 28                 |
| Teurthéville-Hague            | 50594      | Teurthévillais     | 12,73            | 1 029 (2022)                      | 81                 |
| Théville                      | 50596      | Thévillais         | 7,77             | 311 (2022)                        | 40                 |
| Tocqueville                   | 50598      | Tocquevillais      | 5,9              | 257 (2022)                        | 44                 |
| Tollevast                     | 50599      | Tollevastais       | 12,36            | 1 650 (2022)                      | 133                |
| Tréauville                    | 50604      | Tréauvillais       | 12,84            | 727 (2022)                        | 57                 |
| Urville                       | 50610      | Urvillais          | 5,15             | 196 (2022)                        | 38                 |
| Valcanville                   | 50613      | Valcanvillais      | 6,45             | 391 (2022)                        | 61                 |
| Valognes                      | 50615      | Valognais          | 15,63            | 6 896 (2022)                      | 441                |
| Varouville                    | 50618      | Varouvillais       | 4,19             | 222 (2022)                        | 53                 |
| Le Vast                       | 50619      | Vastais            | 13,04            | 325 (2022)                        | 25                 |
| Vaudreville                   | 50621      | Vaudrevillais      | 3,03             | 72 (2022)                         | 24                 |
| Le Vicel                      | 50633      | Vicelais           | 4,74             | 119 (2022)                        | 25                 |
| Vicq-sur-Mer                  | 50142      | Vicquois           | 20,58            | 1 083 (2022)                      | 53                 |
| Videcosville                  | 50634      | Videcosvillais     | 2,51             | 88 (2022)                         | 35                 |
| Virandeville                  | 50643      | Virandevillais     | 8,22             | 771 (2022)                        | 94                 |
| Yvetot-Bocage                 | 50648      | Yvetotais          | 12,46            | 1 188 (2022)                      | 95                 |

### Démographie
| 1968    | 1975    | 1982    | 1990    | 1999    | 2006    | 2011    | 2016    | 2022    |
| ------- | ------- | ------- | ------- | ------- | ------- | ------- | ------- | ------- |
| 153 879 | 154 034 | 165 887 | 183 218 | 182 904 | 182 934 | 182 577 | 180 794 | 178 684 |

## Administration

### Siège
Le siège de la communauté d'agglomération est situé à Cherbourg-en-Cotentin.

### Élus
La communauté de communes est administrée par son conseil communautaire, composé, pour le mandat 2020-2026, de 192 conseillers municipaux représentant chacune des  communes membres et répartis de la manière suivante en fonction de leur population :

- 52 délégués pour  Cherbourg-en-Cotentin ;

- 7 délégués pour La Hague ; 

-  4 délégués pour Valognes ; 

- 3 délégués pour Bricquebec-en-Cotentin ; 

- 2 délégués pour Les Pieux ; 

- 1 délégué et son suppléant pour les 124 autres communes.

Au terme des élections municipales de 2020 dans la Manche, le conseil communautaire renouvelé a élu le 13 juillet 2020 son nouveau président, David Margueritte, conseiller municipal de Cherbourg-en-Cotentin ainsi que ses vice-présidents, qui sont, fin 2024 : 
1. Jacques Coquelin, maire de Valognes et vice-président du conseil départemental, chargé du budget, politique achat/commande publique, sécurité financière et juridique ;
2. Benoît Arrivé, maire de Cherbourg-en-Cotentin, chargé du développement économique, de l'emploi et de l'insertion ;
3. Manuela Mahier, maire de La Hague, chargée de la mer, de nautisme et de rayonnement du Cotentin ;
4. Christèle Castelein, maire de Saint-Cyr et conseillère départementale, chargée des relations avec les territoires, du cadre de vie et de la ruralité ;
5. Odile Thominet, maire de Surtainville, chargée de la valorisation du patrimoine et des équipements touristiques et de loisirs ;
6. Yves Asseline, maire de Réville, chargé des relations citoyennes, de concertation et des ressources humaines ;
7. Martine Grunewald, conseillère municipale déléguée de Cherbourg-en-Cotentin, chargée de l'habitat et du logement ;
8. Philippe Lamort, maire-adjoint de Saint-Martin-le-Gréard, chargé du cycle de l'eau ;
9. Éric Briens, maire de Saint-Sauveur-le-Vicomte et conseiller départemental, chargé des finances et du patrimoine communautaire ;
10. Jean-René Lechâtreux, maire-adjoint de L'Étang-Bertrand[9], chargé de l’énergie, le climat et la prévention des risques majeurs ;
11. Édouard Mabire, conseiller municipal de Moitiers-d’Allonne, chargé de la collecte et de la valorisation des déchets et président de la commission de territoire de la Côte des Isles ;
12. Arnaud Catherine, maire-adjoint  de Cherbourg-en-Cotentin, chargé des mobilités ;
13. Nicole Belliot-Delacour, maire de Fermanville, chargée de l'enseignement supérieur, de la recherche et de l'innovation ;
14. Frédérik Lequilbec, conseiller municipal de Cherbourg-en-Cotentin, chargé de l'égalité des chances, de l'inclusion, de l'administration générale et des gens du voyage ;
15. Noureddine Bousselmame, maire-adjoint de Cherbourg-en-Cotentin, chargé de l'urbanisme, de la stratégie foncière et de la politique de la ville[Note 1].

Contraint par la législation limitant le cumul des mandats en France,  David Margueritte — qui entre au Sénat en remplacement de Philippe Bas, nommé au Conseil constitutionnel — démissionne de son mandat de président de la communauté d'agglomération. Sa successeure, élue par le conseil communautaire du 13 mars 2025 est Christèle Castelein, maire de Saint-Cyr et conseillère départementale, ainsi que ses 15 vice-présidents, qui sont :
1. Éric Briens, maire de Saint-Sauveur-le-Vicomte et conseiller départemental, chargé des finances et du patrimoine communautaire ;
2. Benoît Arrivé, maire de Cherbourg-en-Cotentin, chargé du développement économique, de l'emploi et de l'insertion ;
3. Manuela Mahier, maire de La Hague, chargée de la mer, le nautisme et le rayonnement du Cotentin ;
4. Jacques Coquelin, maire de Valognes et vice-président du conseil départemental, chargé du budget, politique achat/commande publique, sécurité financière et juridique ;
5. Odile Thominet, maire de Surtainville, chargée de la valorisation du patrimoine et des équipements touristiques et de loisirs ;
6. Yves Asseline, maire de Réville, chargé des relations citoyennes, de concertation et des ressources humaines ;
7. Martine Grunewald, conseillère municipale déléguée de Cherbourg-en-Cotentin, chargée de l'habitat et du logement ; ;
8. Philippe Lamort, maire-adjoint de Saint-Martin-le-Gréard, chargé du cycle de l'eau ;
9. Jean-René Lechâtreux, maire-adjoint de L'Étang-Bertrand, chargé de l'énergie, du climat et la prévention des risques majeurs ;
10. Édouard Mabire, conseiller municipal de Moitiers-d’Allonne, chargé de la collecte et de la valorisation des déchets et président de la commission de territoire de la Côte des Isles ;
11. Arnaud Catherine, maire-adjoint  de Cherbourg-en-Cotentin, chargé des mobilités ;
12. Nicole Belliot-Delacour, maire de Fermanville, chargée de l'enseignement supérieur, de la recherche et de l'innovation ;
13. Camille Margueritte, conseillère municipale d'opposition de Cherbourg-en-Cotentin, chargée des relations avec les territoires, du cadre de vie et de la ruralité ;
14. Nourredine Bousselmane; maire-adjoint de Cherbourg-en-Cotentin, chargé de l'urbanisme, de la stratégie foncière et de la politique de la ville ;
15. Gilles Schmitt, maire de Joganville, chargé de l’égalité des chances, l’inclusion, l’administration générale et des gens du voyage.

Le bureau communautaire est constitué, pour la période 2025-2026, du président, des 15 vice-orésidents, de 9 conseillers communautaires délégués et des 11 présidents de commissions, qui représentent les 11 bassins de vie qui composent le Cotentin.

### Liste des présidents
| Période      | Période                    | Identité            | Étiquette | Qualité |
| ------------ | -------------------------- | ------------------- | --------- | --- |
| janvier 2017 | juillet 2020               | Jean-Louis Valentin | LR        | Énarque, haut fonctionnaire Conseiller municipal de Valognes Président de la CC du Cœur du Cotentin (2014 → 2016) |
| juillet 2020 | mars 2025                  | David Margueritte   | LR        | Avocat Conseiller municipal de Cherbourg-en-Cotentin (2014 → 2025) Conseiller régional de Normandie (2015 → ) Vice-président du conseil régional de Normandie (2015 → 2025) Sénateur de la Manche (2025 → ) Démissionnaire à la suite de son installation comme sénateur |
| mars 2025    | En cours (au 17 mars 2025) | Christèle Castelein | DVD       | Maire de Saint-Cyr (2011 → ) Conseillère départementale de Valognes (2015 → ) |

### Compétences
La communauté d'agglomération exerce les compétences qui lui ont été transférées par les communes membres, dans les conditions fixées par le code général des collectivités territoriales. Au 1er janvier 2019, il s'agit de : 
- Développement économique :  zones d'activité ; politique locale du commerce et soutien aux activités commerciales d'intérêt communautaire ; promotion du tourisme et offices de tourisme ;
- Aménagement de l'espace communautaire : schéma de cohérence territoriale (SCoT) ; plan local d'urbanisme (PLU), carte communale et document d'urbanisme ; zones d'aménagement concerté (ZAC) reconnues d'intérêt communautaire ; organisation de la mobilité ;
- Équilibre social de l'habitat : programme local de l'habitat (PLH) ; politique du logement d'intérêt communautaire ; actions et aides financières en faveur du logement social d'intérêt communautaire ; réserves foncières pour la mise en œuvre de la politique communautaire d'équilibre social de l'habitat ; actions en faveur du logement des personnes défavorisées ; amélioration du parc immobilier bâti reconnu d'intérêt communautaire ;
- Politique de la ville : diagnostic du territoire et définition des orientations du contrat de ville ; animation et coordination des dispositifs contractuels de développement urbain, de développement local et d'insertion économique et sociale ainsi que des dispositifs locaux de prévention de la délinquance ; mise en œuvre des programmes d'actions du contrat de ville ;
- Gestion des milieux aquatiques et prévention des inondations (GEMAPI) ;
- Accueil des Gens du voyage ;
- Collecte et traitement des déchets des ménages et déchets assimilés (reprise au Syndicat mixte Cotentin Traitement, dissout) ;
- Eau potable et assainissement des eaux usées (collectif et SPANC) ;
- Protection et de mise en valeur de l'environnement et du cadre de vie : lutte contre la pollution de l'air et les nuisances sonores, soutien aux actions de maîtrise de la demande d'énergie ; actions collectives visant à réguler les populations de rongeurs aquatiques, la collecte raisonnée des macro-déchets le long du linéaire côtier et des havres, adhésion au SYMEL et participation à ses actions de gestion et protection des espaces naturels.
- Équipements culturels et sportifs reconnus d'intérêt communautaire ;
- Maisons de services au public ;
- Enseignement supérieur et recherche : soutien à l’enseignement supérieur et à la recherche et actions de développement, d’animation et de promotion ; soutien à la vie étudiante.
- Santé et accès aux soins : actions en faveur du renforcement de la démographie des professionnels de santé dont la création, la gestion et l'entretien, de structures libérales de soins pluri-professionnelles ; réseaux de santé de proximité et réseaux thématiques de prévention ; coordination générale des politiques de prévention et d’éducation à la santé ; élaboration d’un diagnostic de santé intercommunal  et contrat local de santé ;
- Social : Soutien à la maison de l’emploi et de la formation du Cotentin et aux dispositifs d’insertion par l’emploi ; soutien aux personnes âgées à partir d’actions de coordinations et d’animations menées à l’échelle intercommunale.
- Infrastructure : Aménagement et gestion de la voie de contournement sud des Pieux.
- Incendie/Secours : Versement du contingent incendie au SDIS et participation financière aux travaux des centres de secours ;
- Tourisme : sites touristiques du Moulin du Cotentin (Fierville-Les-Mines) et du Moulin de Marie Ravenel (Réthoville) ; itinéraires nationaux traversant le territoire (GR 223, Sentier littoral, chemin du Mont-Saint-Michel et de Saint-Jacques de Compostelle), sentiers de grande randonnée de pays Tour de la Hague et Tour du Val de Saire, sentiers de promenade et randonnée (PR) conventionnés avec la Fédération Française de Randonnée et les sentiers labélisés Boucles Locales par le Conseil Départemental, dont la participation financière à l’entretien des voies vertes ;
- Patrimoine : accompagnement, conseil et soutien à la valorisation, la découverte et la conservation du patrimoine architectural (hors restauration et entretien) du Cotentin et développement d’actions concertées d’animation du patrimoine sur les périmètres labellisés Pays d’Art et d’Histoire ;
- Aménagement numérique du territoire ;
- Divers : Agences postales situées dans les zones d’activités économiques ; gestion des biens du domaine privé de la communauté d’agglomération pouvant être loués ; soutiens accordés par la communauté d’agglomération aux associations en lien avec ses différentes compétences ou équipements.

### Régime fiscal et budget
La communauté d'agglomération est un établissement public de coopération intercommunale à fiscalité propre.
Afin de financer l'exercice de ses compétences, l'intercommunalité perçoit, comme toutes les communautés d'agglomération, la fiscalité professionnelle unique (FPU) – qui a succédé à la taxe professionnelle unique (TPU) – et assure une péréquation de ressources.
Elle perçoit également une taxe d'enlèvement des ordures ménagères (TEOM), qui finance le fonctionnement de ce service public, et ne reverse pas de dotation de solidarité communautaire (DSC) à ses communes membres.
La communauté d'agglomération a perçu en 2024 une dotation globale de fonctionnement (DGF) de 7.600.349€, soit 38,60 €/habitant.

## Projets et réalisations
Conformément aux dispositions légales, une communauté d'agglomération a pour objet d'associer « au sein d'un espace de solidarité, en vue d'élaborer et conduire ensemble un projet commun de développement urbain et d'aménagement de leur territoire ».